# Иноземский приказ
Иноземский (Иноземный) приказ — центральный орган военного управления (приказ) Русским войском и иноземцев на русской службе, одно из центральных ведомств Русского государства XVII века.

## История развития Иноземского приказа и его полномочия
В 1623/24 (7132) году Иноземский приказ преобразован из Панского приказа.
Приказ ведал делами большей части иностранцев (иноземцев), живущих в Московском государстве, главным образом, состоящих на службе в войсках. Иноземскому приказу также были подчинены Новая Немецкая слобода, все военнослужащие иноземного и рейтарского (до образования Рейтарского приказа в 1649 году) строя. Иноземский приказ раздавал (выплачивал) жалованье военно-служилым иноземцам, разрешал споры иноземцев между собой и с православным населением.

### Иноземский приказ и Новая Немецкая слобода (1652—1701)
Потребность в создании Новой Немецкой слободы (жили все иностранцы, ранее немец — человек не говорящий по-русски) возникла в связи с увеличением числа иноземцев в Московском государстве и стремлением светской и духовной власти чётко отделить их от основной массы населения Москвы. В 1652 году создание Новой Немецкой слободы было поручено главе Земского приказа, который заведовал московскими чёрными слободами, окольничему Богдану Матвеевичу Хитрово. Только после её образования и переписи всех дворов в писцовые книги стольником Афанасием Ивановичем Нестеровым она была передана в ведение Иноземскому приказу.
С управлением Новой Немецкой слободы были связаны в основном два приказа: Иноземский и Земский. Земли в слободе получали по «дачам» из Иноземского и Земского приказов. Иноземцам выдавались «дворовые крепости», которые фиксировались в Крепостных книгах приказов. Все дворы и постройки вносились в Строельные и Записные книги Земского приказа вплоть до ликвидации приказа в 1699 году, когда его функции перешли к Стрелецкому приказу. При переписях Москвы Новая Немецкая слобода переписывалась по наказу из Иноземского приказа.
Главой слободы назначался дворянин, подчинявшийся Иноземскому приказу и получавший из него наказ. Под началом дворянина была съезжая изба, которая являлась административным центром Новой Немецкой слободы, где регистрировались происшествия, куда приводились лица, задержанные в слободе. Её служащие — подьячие и приставы — состояли в ведении Иноземского приказа, где и были верстаны. За порядком во дворах слободы следили десятские, назначавшиеся и получавшие наказ также из Иноземского приказа.
Рубежом в управлении Новой Немецкой слободы считается именной указ от 18 мая 1666 года «О ведомстве в Розряде Новой Немецкой слободы впредь до указа». Но по спискам служащих Иноземского приказа на протяжении двух десятилетий с 1668/69 по 1688/89 годы служащие Новой Немецкой слободы верстались и подчинялись Иноземскому приказу, что означает подчинение ему управления слободы. Ведение её Разрядом оказалось недолгим, продолжалось не более двух с половиной лет (18 мая 1666 года — август 1668 года) и было возвращено Иноземскому приказу. Итак, в 1652—1701 годах Новой Немецкой слободой ведал Иноземский приказ во второй половине 1660-х ненадолго передавая её управление Разряду, возможно для всесторонней «ревизии».

### Иноземский приказ и «военная реформа» 1680 года.
Изменения в Иноземском приказе в последней трети XVII века больше всего связаны с «военной реформой» 1680 года, в результате которой, как принято считать в энциклопедических изданиях, были соединены или слиты Рейтарский и Иноземский приказы и сильно расширились их военные функции.
Но не всё так просто, поскольку:
1. Именного государева указа об объединении/слиянии приказов неизвестно; а в именном указе от 12 ноября 1680 года «О разделении ведомства ратных людей конных и пеших между разными приказами» об этом не говорится ни слова.
2. После 1680 года многие документы, адресованные одновременно в оба приказа, доводятся до каждого из них отдельно.
3. Указы, предназначенные одному Иноземскому приказу — также не редкость вплоть до образования из них в начале XVIII века нового приказа.
4. Взаимоотношение служащих приказов тоже не даёт никаких данных для утверждения о соединении/слиянии рассматриваемых приказов[6].

По именному указу от 12 ноября 1680 года «О разделении ведомства ратных людей конных и пеших между разными приказами» большая часть ратных людей полковой службы перешла в ведение трёх центральных приказов: Разрядного, Иноземского и Рейтарского и значительно уменьшились в этой области компетенции других приказов. В ведение Иноземского приказа были включены, во-первых, московские выборные полки, московские жители и городовые; во-вторых, начальные люди, копейщики и рейтары, солдаты, стрельцы и казаки Низовых и Смоленских городов, Тамбова, Верхнего и Нижнего Ломова (ведает совместно с Рейтарским приказом); в-третьих, служилые люди Островска, Старой Русы, Самерска и други соседних городов (ведает совместно с Разрядом). В связи с этим, драгун, стрельцов, казаков и других чинов, ведомых в Иноземском приказе, писать солдатами.
В результате «военной реформы» 1680 года функции Иноземского приказа расширились, и он по сути стал ведать всей пехотой на центральной территории Московского государства. Все полковые службы подчинились единому руководству — боярину Михаилу Юрьевичу Долгорукову. В результате, внутри Иноземского приказа произошли некоторые структурные изменения — вероятнее всего, появился новый стол. Но взаимоотношения Рейтарского и Иноземского приказов остались прежними: тесное сотрудничество и максимальное координирование взаимодействия, о каком-либо соединении/слиянии по известным данным говорить бездоказательно.

### Реорганизация Иноземского приказа в петровское время.
В начале преобразований Петра I, 18 (28) февраля 1700 года, боярину князю Якову Фёдоровичу Долгорукову было поручено сформировать из Иноземского и Рейтарского приказов новый приказ, переводя дьяков и подьячих из старых приказов в новый по своему усмотрению. В итоге, 23 июня (4 июля) 1701 года по указу государя из Иноземского и Рейтарского приказов был образован Приказ Военных дел:
«Приказы Иноземской и Рейтарской и Стрелецкой впредь писать приказами ж, Иноземской и Рейтарской, Военных дел, а Стрелецкой Земских дел; а прежним званием, тех приказов не писать».

## Штат Иноземского приказа
Судьи (приказные судьи, главы) Иноземского приказа играли первую роль в правительстве и практически всегда были боярами, что связано с важной ролью приказа в системе государственного управления XVII века. Все они руководили одновременно несколькими приказами.
В штат приказа также входили дьяки и подьячие, переводчики и толмачи, приставы, сторожа и уборщики.
В приказе одновременно было один — два дьяка, де-факто руководивших всем делопроизводством приказа.
Подьячие — основная категория служащих приказа, выполняющие в нём основную работу. На протяжении XVII века число подьячих в приказе менялось: в 20-е — до 10; в 30-е — 40-е — до 30; в 50-е — около 15; с 60-х их количество резко возрастает и достигает в 90-х 70 человек.
Иноземский приказ пользовался услугами толмачей (переводили устную речь) и переводчиков (переводили тексты) на протяжении всего своего существования. Их труд ценился не ниже, скорее даже выше, чем работа подьячих первой статьи. Специализация была как по отдельным языкам — немецкому, голландскому и другим, так и по видам деятельности: например, «ружейного дела толмач».
Сторожей в Иноземском приказе обычно было четыре человека, оклад их на протяжении XVII века колебался в пределах 5—7 рублей на год. Номинально все четверо были равны, получая одинаковый денежный оклад. Но положение у них было не всегда равное. Финансово подотчётные дела — покупки по приказу — делал чаще всего один и тот же строго определённый сторож. Сторожа в Иноземском приказе помимо своей основной обязанности — караульной службы — выполняли совершенно разную работу. На них был практически весь мелкий ремонт в приказе и, естественно, покупка для него всего необходимого.
Коллектив приставов в Иноземском приказе, в отличие от сторожей, никогда не был однородным или постоянным. Их число год от года сильно менялось: от двух до двадцати в связи с конкретными задачами приказа в данное время. Их обязанностью в приказах было «призывать разных людей к суду и давать их на поруки; содержать под своим постоянным наблюдением арестованных в целях предупреждения их побега; производить аресты лиц, взыскание с должников и осуществлять наказание над осужденными, а также доставлять переписку приказа по принадлежности».
Уборщики Иноземского приказа, в отличие от остальных служащих, не верстались судьёй и дьяком приказа, а работали по найму: «чистить ис приказу всякой сор по уговору найму на год». С середины XVII века количество уборщиков в приказе увеличивается до двух человек, плата за труд каждого из них не изменяется по сравнению с первой половиной века.
Кроме данных категорий служащих, в Иноземском приказе привлекались для разовых работ люди разных специальностей. Ежегодно пользовались услугами переплётчика со стороны или из другого приказа для переплётов приказной документации: Приходных, Расходных и Раздаточных книг. По необходимости, в зависимости от состояния здания, приглашали каменщиков и печников, кузнецов и плотников. Чаще всего они были совершенно не связаны с приказным аппаратом.

## Судьи (главы) Иноземского приказа[20]
1. 1623/24 — 1641/42 гг. — Черкасский, Иван Борисович, князь, боярин
2. 1638/39, 1641/42 — 1644/45 гг. — Шереметев, Фёдор Иванович, боярин
3. 1645/46 — 1647/48 гг. — Морозов, Борис Иванович, боярин
4. 1648/49 г. — Черкасский, Яков Куденетович, князь, боярин
5. 1648/49 — 1665/66 гг. — Милославский, Илья Данилович, боярин
6. 1666/67 — 1669/70, 1681/82 гг. — Одоевский, Никита Иванович, князь, боярин
7. 1669/70 — 1675/76 гг. — Троекуров, Иван Борисович, князь, стольник, боярин
8. 1675/76 — 1676/77 гг. — Трубецкой, Юрий Петрович, князь, боярин
9. 1676/77 — 1681/82 гг. — Милославский, Иван Михайлович, окольничий, боярин
10. 1680/81 — 1681/82 гг. — Долгоруков, Михаил Юрьевич, князь, боярин
11. 1681/82 — 1682/83 гг. — Плещеев, Михаил Львович, стольник, боярин
12. 1682/83 — 1689/90 гг. — Голицын, Василий Васильевич, князь, боярин
13. 1686/87 — 1689/90 гг. — Голицын, Алексей Васильевич, князь, боярин
14. 1689/90 — 1693/94 гг. — Урусов, Фёдор Семёнович, князь, боярин
15. 1693/94 — 1696/97 гг. — Иванов, Автомон Иванович, дьяк, думный дьяк (с 29.08.1688)
16. 1696/97 — 1699/1700 гг. — Шеин, Алексей Семёнович, боярин, генералиссимус
17. 1700—1701 гг. — Долгоруков, Яков Фёдорович, князь, боярин, генерал-комиссар[21].

### Справочные издания
- Василенко Н. П. Приказы // Энциклопедический словарь Брокгауза и Ефрона : в 86 т. (82 т. и 4 доп.). — СПб., 1890—1907.
- Военная энциклопедия / Под ред. Апушкина В. А., Величко К. И., Новицкого В. Ф., Шварца А. В., Шульца Г. К. — Т. 11. — СПб.: Товарищество И. В. Сытина, 1913. — С. 5—6.
- Государственность России: В 6 кн. Документация государственных учреждений и органов сословного управления: конец XV в. — февраль 1917 г. Словарь-справочник. — Кн. 2-3. — М.: Наука, 1999—2001.
- Добровольский А. М. Основы организации центрального военного управления в России и важнейших западноевропейских государствах. — СПб.: Военная типография, 1901. VIII, 420 с. С. 52—54.
- Ерошкин Н. П. История государственных учреждений дореволюционной России: Учебник для студентов высших учебных заведений по специальности «Историко-архивоведение». — 3-е изд., пер. и доп. — М.: Издательство «Высшая школа», 1983. — 352 с. — С. 53.
- Лохвицкий А. О. О Панском приказе // Журнал министерства народного просвещения. — 1857. — № 4. — Т. 94. — Отд. VII. — C. 24—25.
- Петров К. В. Приказная система управления в России в конце XV—XVII веков: формирование, эволюция и нормативно-правовое обеспечение деятельности. — М.-СПб.: ООО «Альянс-Архео», 2005. — 140 c. — С. 65.
- Успенский Г. П. Опыт повествования о древностях русских. — Харьков, 1818. — XII, 816 с. — С. 316—317.
- Центральный государственный архив древних актов СССР: Путеводитель: В 4 т. / Сост. Желоховцева Е. Ф., Бабич М. В., Эскин Ю. М. — Т. I. — М.: Госархив СССР, 1991. — 530 с. — С. 58—59.

### Материалы и исследования
- Богоявленский С. К. Приказные судьи XVII века // Богоявленский С. К. Московский приказной аппарат и делопроизводство XVI—XVII веков / Отв. ред., авт. пред. Шмидт С. О. Сост., авт. вступ. ст., комм., подгот. Топычканов А. В. — М.: Языки славянской культуры, 2006. — 608 с. — Серия: «Наследие москвоведения». — С. 71—75, 110, 214—308.
- Веселовский С. Б. Дьяки и подьячие XV—XVII вв.: Справочник / Под ред. Буганова В. И., Левшина Б. В. — М.: Издательство «Наука», 1975. — 608 с.
- Демидова Н. Ф. Служилая бюрократия в России XVII века (1625—1700). Биографический справочник / Отв. сост. Г. А. Иванова — М.: Памятники исторической мысли, 2011. — 720 с.
- Ерешко А. Е. Взаимоотношения Новой Немецкой слободы и Иноземского приказа во второй половине XVII века // Наука, образование, общество: тенденции и перспективы. Сборник научных трудов по материалам Международной научно-практической конференции 31 августа 2013 г. В 3 ч. / Министерство образования и науки РФ. — Ч. III. — М.: АР-Консалт, 2013. — 139 [1] с. — С. 100—107.
- Ерешко А. Е. Второстепенные служащие Иноземского приказа и его связь с торговыми кругами Москвы // Ключевские чтения — 2011. Т. 1: Василий Осипович Ключевский и познание русской истории: Материалы Всероссийской научной конференции: Сборник научных трудов / Отв. ред. В. Е. Воронин — М.: Спутник+, 2011. — 349[1] с. — С. 89—93.
- Ерешко А. Е. Дьяки и руководители Иноземского приказа: их место в системе государственного управления России XVII века // Что изучает и чему учит история: актуальные проблемы политической и социальной истории России: Ключевские чтения — 2009. Материалы межвузовской научной конференции: Сборник научных трудов / Отв. ред. В. Е. Воронин — М.: Спутник+, 2009. — 411 [1] с. — С. 132—135.
- Ерешко А. Е. Иноземский (Панский) приказ в представлении иностранцев конца XVI—XVII столетий // Наука и образование в XXI веке: Сборник научных трудов по материалам Международной научно-практической конференции 30 декабря 2013 г: В 8 ч. / Министерство образования и науки РФ. — Ч. VII. — М.: АР-Консалт, 2014. — 194 с. — С. 168—178.
- Ерешко А. Е. Иноземский приказ и «военная реформа» 1680 г. // Ключевские чтения — 2012. Российская государственность и освободительные войны. Т. 1: Материалы Всероссийской научной конференции: Сборник научных трудов / Отв. ред. В. Е. Воронин — М.: Спутник+, 2013. — 308 с. — С. 101—104 с.
- Ерешко А. Е. Московское дворовладение служащих Иноземного приказа как аспект краеведческого исследования // Краеведение как феномен провинциальной культуры: материалы Всероссийской научно-практической конференции, посвящённой 125-летию со дня рождения Андрея Фёдоровича Палашенкова (1886—1971) (Омск, 27—29 окт. 2011 г.) / Под ред. П. П. Вибе, А. А. Кильдюшевой, Е. М. Бежан, О. А. Безродной — Омск: ОГИК музей, 2011. — 696 с. — С. 175—179.
- Ерешко А. Е. Эволюция Иноземного приказа в системе государственного управления России в XVII веке в контексте западноевропейской истории // Особенности социокультурных взаимодействий в Российском обществе Москва, 2008 (МПГУ Межвузовская научная конференция). — М., 2009. — С. 48—51.
- Лаптева Т. А. Документы Иноземного приказа как источник по истории России XVII века // Архив русской истории. — Вып. V. — 1994. — С. 109—127.
- Лисейцев Д. В. Панский (Иноземский) приказ в конце XVI — начале XVII столетий // Иноземцы в России в XV—XVII веках: Сборник материалов конференций 2002—2004 гг. / Под общ. ред. Левыкина А. К. — М.: Древлехранилище, 2006. — 535 [1] с. — С. 59—69.
- Орленко С. П. Выходцы из Западной Европы в России XVII века (правовой статус и реальное положение). — М.: Издательство «Древлехранилище», 2004. — 344 с. — С. 52—64, 171—172.
- Скобелкин О. В. Служилые иноземцы и Иноземский (Панский) приказ в 10—20-х годах XVII века // Вестник Воронежского государственного университета. Серия: История. Политология. Социология. — 2011. — № 2. — С. 67—72.